# Ein genialer Freak
Ein genialer Freak (With Honors) ist eine US-amerikanische Filmkomödie von Alek Keshishian aus dem Jahr 1994.

## Handlung
Montgomery Kessler studiert an der Harvard University. Er verliert die einzige Kopie seiner Diplomarbeit, die er besitzt. Die Arbeit wird von dem Obdachlosen Simon Wilder gefunden, der im Keller der Widener Library lebt.
Wilder verlangt von Kessler einige Gefallen für die Rückgabe des Manuskripts. Kessler und seine Mitbewohner in der Wohngemeinschaft sind zuerst empört, später freunden sich Kessler und Wilder an. Wilder gibt die Arbeit zurück. Kessler nimmt ihn zu sich als Wilder schwer erkrankt. Eine Ärztin sagt, Wilder habe in der Vergangenheit asbestverseuchte Luft eingeatmet, sei unheilbar krank und habe nur noch eine kurze Zeit zu leben.
Wilder schreibt seinen eigenen Nachruf, aus dem Kessler erfährt, dass Wilder in der Vergangenheit seine Frau und seinen Sohn verließ. Als Wilders Krankheit akut wird, bittet er Kessler, ihn zu seinem Sohn zu fahren. Kessler willigt ein, obwohl er deswegen die Diplomarbeit mit Verspätung abgeben muss, weswegen er keine Auszeichnung mehr erhalten kann. Sie werden von den anderen Studenten begleitet.
Wilders Sohn, inzwischen erwachsen, will seinen Vater zuerst nicht sehen. Kessler überredet ihn mit Mühe dazu. Als Wilders Enkelin erscheint und nach den fremden Mann fragt, sagt ihr Vater, es sei niemand.
Wilder stirbt in Anwesenheit von Kessler und seinen Mitbewohnern. Nur die Studenten erscheinen auf der Beerdigung, während Kessler den Nachruf verliest. Wilder nannte in dem Nachruf namentlich alle vier Studenten und bezeichnete sie als seine Hinterbliebenen.

## Kritiken
James Berardinelli schrieb auf ReelViews, dass der Film zwar „anschaubar“ („watchable“) sei, er sei jedoch schlechter, als er sein könnte. Seine zweite Hälfte sei viel besser als die erste. Joe Pesci sei in seiner Rolle fehlbesetzt. Berardinelli lobte die Darstellungen von Patrick Dempsey und Moira Kelly; er bedauerte, dass sie relativ wenig zu sehen seien.
Das Lexikon des internationalen Films meinte: „Trotz einiger Längen wird die Geschichte durchweg anteilnehmend und stilsicher, mit reichen Dialogen, überzeugenden Darstellern und ausgesucht schönen Bildern erzählt.“

## Soundtrack
1. "Thank You" – Duran Duran
2. "I’ll Remember (Theme from With Honors)" – Madonna
3. "She Sells Sanctuary" – The Cult
4. "It's Not Unusual" – Belly
5. "Cover Me" – Candlebox
6. "Your Ghost" – Kristin Hersh/Michael Stipe
7. "Forever Young" – The Pretenders
8. "Fuzzy" – Grant Lee Buffalo
9. "Run Shithead Run" – Mudhoney
10. "Tribe" – Babble
11. "Blue Skies" – Lyle Lovett
12. "On the Wrong Side" – Lindsey Buckingham

## Hintergrund
Der Song I’ll Remember (gesungen von Madonna) wurde im Jahr 1995 für den Golden Globe Award, den Grammy Award und den MTV Movie Award nominiert.
Der Film spielte in den Kinos der USA ca. 20 Millionen US-Dollar ein.